# Valdis Dombrovskis
Valdis Dombrovskis, né le 5 août 1971 à Riga, est un homme d'État letton, membre d'Unité.
Diplômé de physique et d'économie, il travaille en premier lieu dans le milieu universitaire, avant d'accomplir une carrière d'économiste à la Banque de Lettonie.
Il appartient initialement au parti libéral Nouvelle Ère (parti politique) (JL), sous les couleurs duquel il est élu député à la Saeima et nommé ministre des Finances en 2002, à 31 ans. La chute du gouvernement le contraint à renoncer en 2004, année de son élection au Parlement européen.
Il fait son retour en politique nationale en mars 2009, quand il se voit confier à 37 ans les fonctions de Premier ministre de Lettonie, à la tête d'une coalition rassemblant cinq partis de centre droit et de droite. En 2010, il participe à la fondation de la coalition Unité, qui remporte la majorité relative aux élections législatives, assurant ainsi sa reconduction.
Des élections législatives anticipées sont convoquées à peine un an plus tard. Bien qu'Unité, devenue parti politique, termine troisième du scrutin, il se maintient à la direction de l'exécutif. Il est alors le premier chef de gouvernement à accomplir trois mandats consécutifs. Il annonce toutefois sa démission en novembre 2013, après l'effondrement d'un supermarché à Riga dont il assume la responsabilité politique. Il exerce deux mois l'intérim de sa fonction, où il établit le nouveau record de longévité.
Il est réélu député européen en juin 2014, après avoir tenté de se faire désigner chef de file du Parti populaire européen (PPE) pour ces élections. Le 1er novembre, il intègre la commission européenne en tant que vice-président exécutif chargé de l'Euro et du Dialogue social. Le 1er décembre, il reste vice-président exécutif mais en charge d'une Économie au service des personnes.

## Formation
Après avoir obtenu un diplôme de physique en 1993 à l'université de Lettonie, il poursuit ses études supérieures et intègre l'université technique de Riga, où il décroche en 1995 un diplôme de sciences économiques. Il reçoit un an plus tard un master de physique à l'université de Lettonie.
Il suit, de 1997 à 1998, des études doctorales en génie électrique à l'université du Maryland, puis obtient en 2007 un master professionnel dans le domaine des douanes et de l'administration fiscale.

## Carrière professionnelle
Son parcours professionnel commence en 1991, comme assistant de laboratoire au sein de l'Institut de physique sur l'état solide de l'université de Lettonie. Il quitte cet institut deux ans plus tard et rejoint, en conservant le même poste, le département de la physique des semi-conducteurs de la faculté de physique et de mathématiques.
Assistant de laboratoire à l'université Johannes-Gutenberg de Mayence entre 1995 et 1996, il retourne en 1997 à l'Institut de physique sur l'état solide pour y occuper un poste de chercheur, mais quitte la Lettonie peu après afin de devenir assistant de laboratoire au département de génie électrique de l'université du Maryland pendant un an. En 1998 en effet, il est recruté par la Banque de Lettonie comme spécialiste en questions macro-économiques.
Il est promu économiste principal en 1999, puis chef économiste en 2001. Il démissionne en 2002 afin de pouvoir rentrer dans la vie politique. Il a cependant servi comme conseiller du ministre des Affaires économiques de 2004 à 2006.

## Vie privée
Il est marié et parle, outre le letton, l'anglais, le russe, l'allemand et a des notions d'espagnol.

## Carrière politique

### Ministre des Finances, puis député européen
Le 5 octobre 2002, il est élu député à la Saeima sous les couleurs de la Nouvelle Ère (JL), une formation récemment fondée par Einars Repše, et devient le 7 novembre suivant ministre des Finances dans le cabinet dirigé par Repše. Il reste en poste jusqu'au 7 mars 2004, un mois après la démission du gouvernement du fait du retrait du Premier Parti de Lettonie (LPP) de la coalition.
Il est élu député européen lors des élections européennes de juin suivant et prend au Parlement européen la direction de la délégation lettone au sein du groupe du Parti populaire européen.

### Premier ministre letton

#### Premier mandat

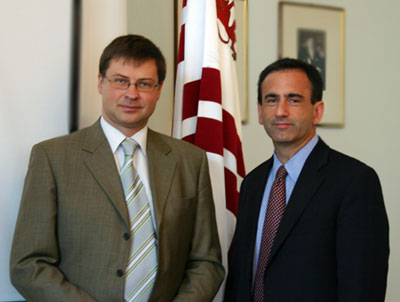
Valdis Dombrovskis avec Phil Gordon, diplomate américain, en août 2009.

Valdis Dombrovskis démissionne le 26 février 2009, après avoir été nommé Premier ministre de Lettonie par le président Valdis Zatlers. Spécialiste en questions financières et relations internationales, son mandat sera de lutter contre les effets de la crise économique mondiale qui a entraîné la chute d'Ivars Godmanis, son prédécesseur.
Il constitue alors une gouvernement de coalition rassemblant cinq formations de centre droit, à savoir Nouvelle Ère (JL), le Parti populaire (TP), l'Union des verts et des paysans (ZZS), Pour la patrie et la liberté (TB/LNNK) et l'Union civique (PS), et qui compte 67 députés sur 100. Son gouvernement, dans lequel il est également ministre de la Famille pendant trois mois avant la disparition de ce ministère, est investi le 12 mars.
Il fait adopter trois mois plus tard un plan d'austérité budgétaire draconien, qui prévoit une baisse de 20 % des salaires de la fonction publique, la division par deux du salaire des enseignants, une baisse de 10 % des pensions de retraite ou encore la fermeture de plusieurs hôpitaux. Cette dernière mesure provoque d'ailleurs la démission du ministre de la Santé.
À partir du retrait du TP de la coalition, le 17 mars 2010, il se retrouve à la tête d'un gouvernement minoritaire qu'il maintient cependant au pouvoir jusqu'à la fin de la législature, quelques mois plus tard.

#### Deuxième mandat

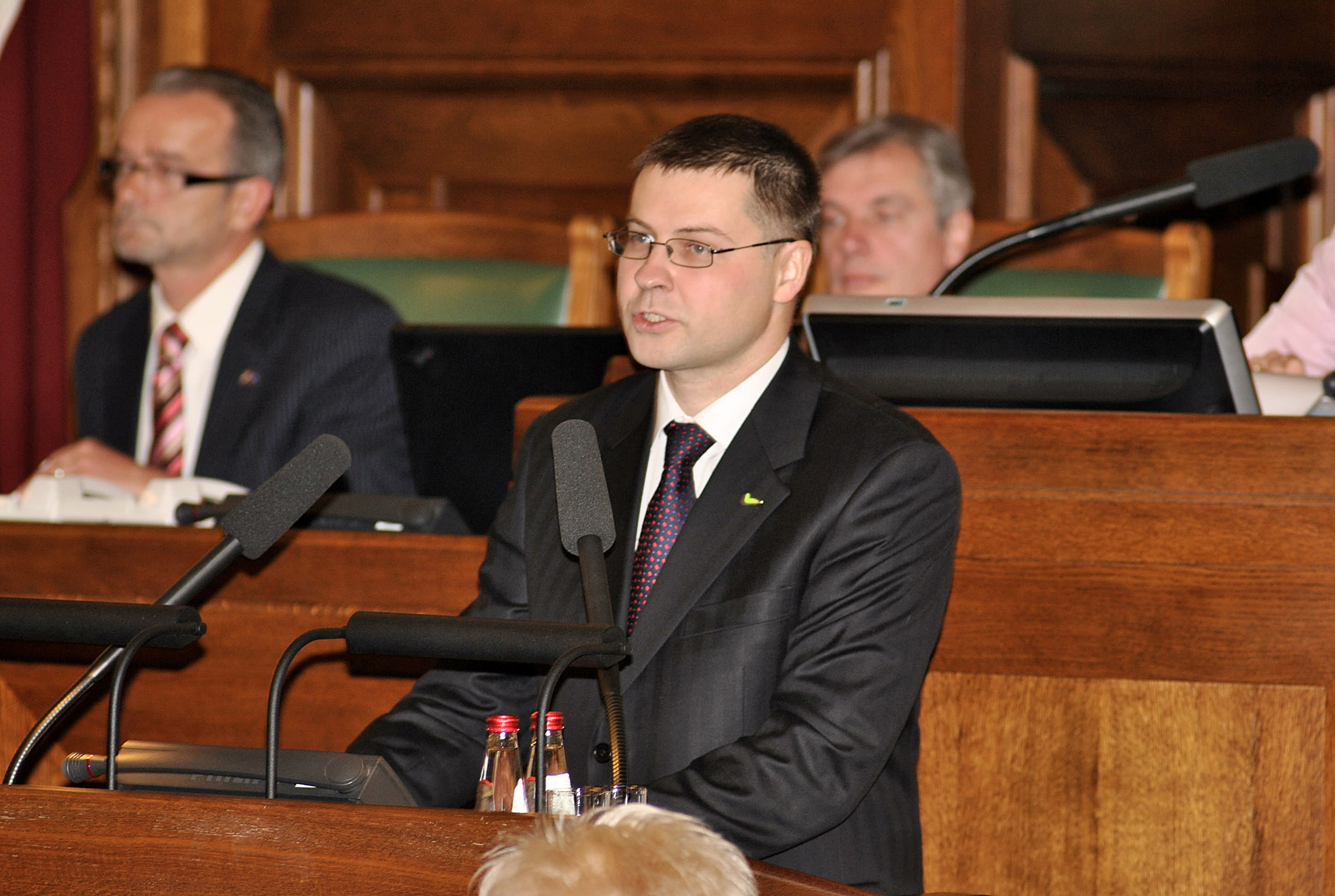
Valdis Dombrovskis devant la Saeima, le 3 novembre 2010.

Aux élections législatives du 2 octobre 2010, la coalition au pouvoir remporte 59 % des suffrages, dont 30 % pour la coalition Unité, alliance électorale entre la JL, la PS et la Société pour une autre politique (SCP). C'est la seconde fois, après les élections législatives de 2006, que le Premier ministre sortant obtient un second mandat dans les urnes.
Dombrovskis n'a toutefois pas exclu d'engager des discussions avec le Centre de l'harmonie (SC), une coalition de centre gauche considérée comme étant « pro-russe ».
Il forme son second gouvernement, constitué uniquement d'Unité et de l'Union des verts et des paysans (ZZS), qui disposent de 55 députés, le 3 novembre suivant, avec comme priorité affichée la poursuite de la réduction du déficit public entamée au cours de son premier mandat.
À l'instar de son premier gouvernement, il occupe jusqu'au 31 décembre le poste de ministre du Développement régional, avant que celui-ci ne disparaisse dans une fusion avec le ministère de l'Environnement. Après la très large victoire du « oui » au référendum sur la dissolution de la Saeima, le 23 juillet 2011, il sera de nouveau candidat d'Unité, désormais devenue un parti politique, à la direction du gouvernement lors des élections législatives anticipées du 17 septembre. 

#### Troisième mandat

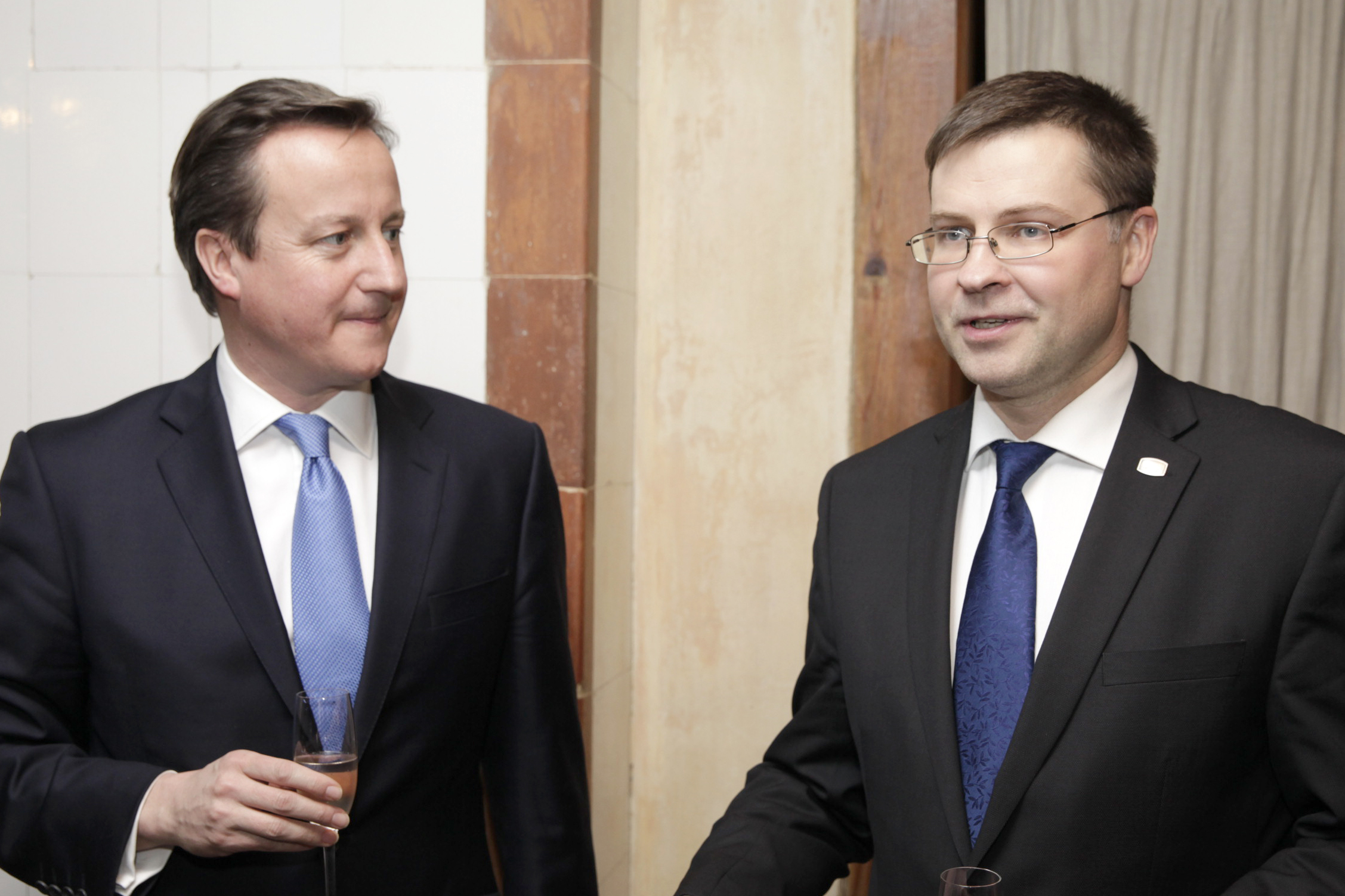
Valdis Dombrovskis aux côtés du Premier ministre du Royaume-Uni David Cameron.

Bien qu'Unité soit arrivée en troisième position, il parvient à un accord avec le Parti réformateur de Zatlers (ZRP), arrivé deuxième, et l'Alliance nationale (NA), et est appelé, le 19 octobre, par le président Andris Bērziņš, à former un nouveau gouvernement.
Alors qu'il pouvait compter sur le soutien de 56 députés sur 100, six élus du ZRP ont fait défection, tout en affirmant leur soutien à son futur cabinet, créant des doutes sur la stabilité de la nouvelle équipe. Cette reconduction est soutenue par les milieux d'affaires, qui voient en lui un élément de stabilité et de redressement économiques. 
Il présente, six jours plus tard, son troisième gouvernement aux députés, qui comprend treize ministres, dont cinq indépendants, et obtient la confiance de la Saeima par 57 voix contre 38.
Le 31 janvier 2013, il fait adopter par la Saeima une loi prévoyant l'introduction de l'euro au 1er janvier 2014, affirmant que le passage à la monnaie unique européenne stimulera l'économie et favorisera les échanges avec les principaux partenaires du pays, membres de la zone euro. L'opposition critique cette décision, estimant que cela entraînera une hausse des prix à la consommation, déjà constatée en Estonie, par exemple.

#### Démission

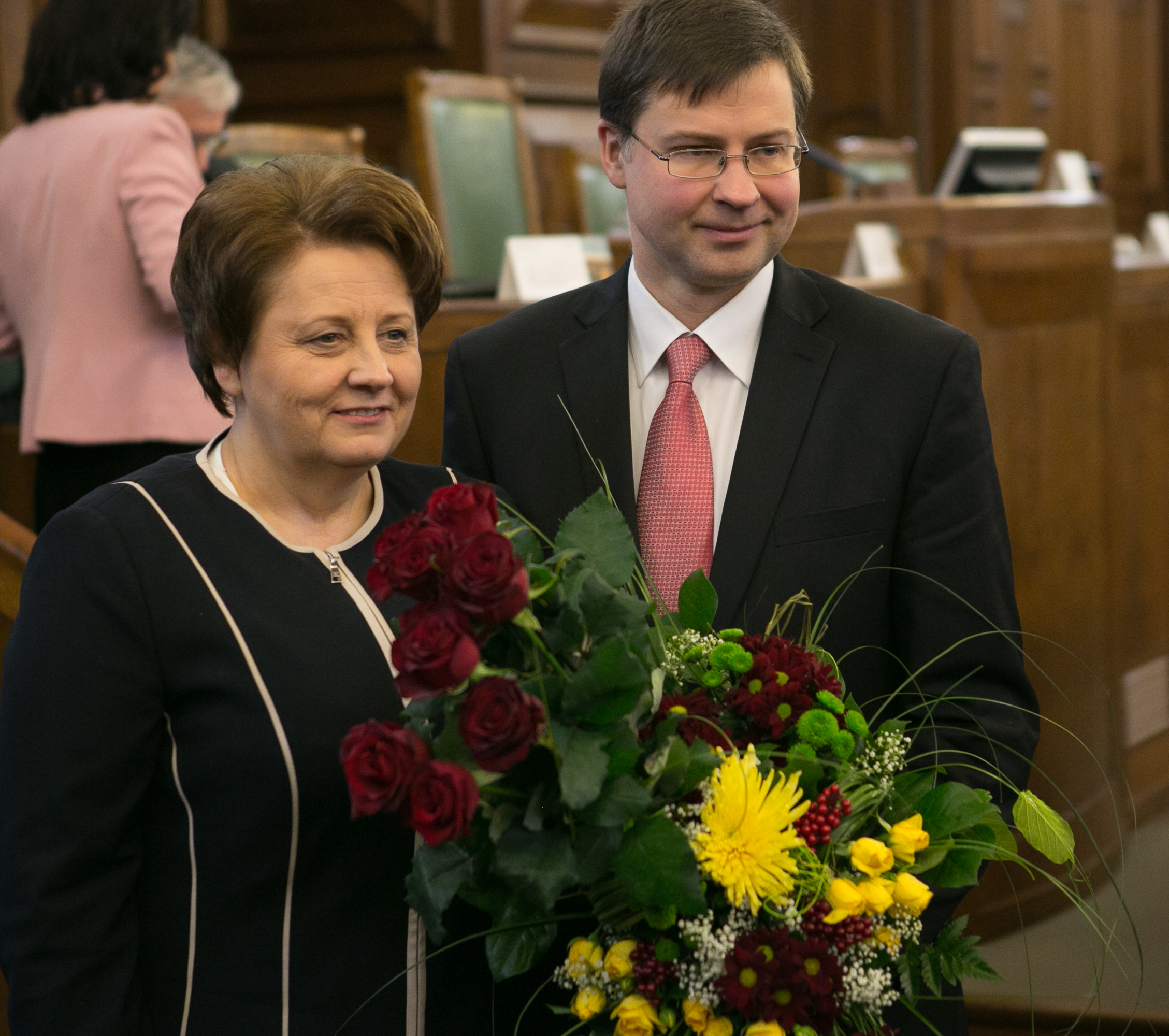
Dombrovskis et Laimdota Straujuma le 22 janvier 2014 à la Saeima.

À la suite de l'effondrement d'un supermarché à Riga le 21 novembre 2013, Dombrovskis annonce sa démission le 27 novembre. Sortant d'un entretien avec le président de la République Andris Bērziņš il déclare que « compte tenu de la tragédie du supermarché et de ses circonstances, il faut un gouvernement qui ait le soutien d'une majorité claire au Parlement […]. J'ai annoncé ma démission de premier ministre en assumant la responsabilité politique de la tragédie ». Cette décision est analysée comme prise sous la pression du chef de l'État, alors qu'aucun successeur évident ne s'impose. Le 22 janvier 2014, après deux mois de tractations, la ministre de l'Agriculture Laimdota Straujuma lui succède.

### Commissaire européen
Aux élections européennes du 24 mai 2014, il est réélu député au Parlement européen, après avoir tenté d'être désigné chef de file du Parti populaire européen (PPE) pour ce scrutin. Il siège au groupe du Parti populaire européen (PPE) et à la commission des Budgets. Le 1er novembre, Valdis Dombrovskis devient vice-président de la Commission européenne, chargé de l'Euro et du Dialogue social.
Le 7 septembre 2020, il est proposé pour reprendre le portefeuille du Commerce à la suite de la démission du commissaire européen Phil Hogan pour non-respect des mesures anti-Covid.

## Distinctions
- Ordre de la Croix de Terra Mariana de première classe